# Kim Nam-il
Kim Nam-il ((김남일?); Incheon, 14 marzo 1977) è un allenatore di calcio ed ex calciatore sudcoreano, di ruolo centrocampista.

## Statistiche

### Cronologia presenze e reti in Nazionale
| Cronologia completa delle presenze e delle reti in nazionale ― Corea del Sud | Cronologia completa delle presenze e delle reti in nazionale ― Corea del Sud | Cronologia completa delle presenze e delle reti in nazionale ― Corea del Sud | Cronologia completa delle presenze e delle reti in nazionale ― Corea del Sud | Cronologia completa delle presenze e delle reti in nazionale ― Corea del Sud | Cronologia completa delle presenze e delle reti in nazionale ― Corea del Sud | Cronologia completa delle presenze e delle reti in nazionale ― Corea del Sud | Cronologia completa delle presenze e delle reti in nazionale ― Corea del Sud |
| Data                                                                         | Città                                                                        | In casa                                                                      | Risultato                                                                    | Ospiti                                                                       | Competizione                                                                 | Reti                                                                         | Note                                                                         |
| ---------------------------------------------------------------------------- | ---------------------------------------------------------------------------- | ---------------------------------------------------------------------------- | ---------------------------------------------------------------------------- | ---------------------------------------------------------------------------- | ---------------------------------------------------------------------------- | ---------------------------------------------------------------------------- | ---------------------------------------------------------------------------- |
| 4-12-1998                                                                    | Nakhon Sawan                                                                 | Vietnam                                                                      | 0 – 4                                                                        | Corea del Sud                                                                | Giochi asiatici 1998                                                         | -                                                                            | 67’                                                                          |
| 9-12-1998                                                                    | Bangkok                                                                      | Emirati Arabi Uniti                                                          | 1 – 2                                                                        | Corea del Sud                                                                | Giochi asiatici 1998                                                         | -                                                                            | 74’                                                                          |
| 28-5-2000                                                                    | Seul                                                                         | Corea del Sud                                                                | 0 – 0                                                                        | Jugoslavia                                                                   | Amichevole                                                                   | -                                                                            | 87’                                                                          |
| 7-6-2000                                                                     | Tehran                                                                       | Corea del Sud                                                                | 2 – 1                                                                        | Macedonia                                                                    | Coppa LG                                                                     | -                                                                            | 54’                                                                          |
| 9-6-2000                                                                     | Tehran                                                                       | Corea del Sud                                                                | 1 – 0                                                                        | Egitto                                                                       | Coppa LG                                                                     | -                                                                            | 85’                                                                          |
| 15-8-2001                                                                    | Brno                                                                         | Rep. Ceca                                                                    | 5 – 0                                                                        | Corea del Sud                                                                | Amichevole                                                                   | -                                                                            |                                                                              |
| 13-9-2001                                                                    | Daejeon                                                                      | Corea del Sud                                                                | 2 – 2                                                                        | Nigeria                                                                      | Amichevole                                                                   | -                                                                            |                                                                              |
| 16-9-2001                                                                    | Pusan                                                                        | Corea del Sud                                                                | 2 – 1                                                                        | Nigeria                                                                      | Amichevole                                                                   | -                                                                            |                                                                              |
| 8-11-2001                                                                    | Jeonju                                                                       | Corea del Sud                                                                | 0 – 1                                                                        | Senegal                                                                      | Amichevole                                                                   | -                                                                            | 85’                                                                          |
| 10-11-2001                                                                   | Seul                                                                         | Corea del Sud                                                                | 2 – 0                                                                        | Croazia                                                                      | Amichevole                                                                   | 1                                                                            | 31’                                                                          |
| 13-11-2001                                                                   | Gwangju                                                                      | Corea del Sud                                                                | 1 – 1                                                                        | Croazia                                                                      | Amichevole                                                                   | -                                                                            | 46’                                                                          |
| 9-12-2001                                                                    | Seogwipo                                                                     | Corea del Sud                                                                | 1 – 0                                                                        | Stati Uniti                                                                  | Amichevole                                                                   | -                                                                            | 54’                                                                          |
| 19-1-2002                                                                    | Pasadena                                                                     | Stati Uniti                                                                  | 2 – 1                                                                        | Corea del Sud                                                                | Gold Cup 2002 - 1º turno                                                     | -                                                                            | 9’                                                                           |
| 23-1-2002                                                                    | Pasadena                                                                     | Corea del Sud                                                                | 0 – 0                                                                        | Cuba                                                                         | Gold Cup 2002 - 1º turno                                                     | -                                                                            |                                                                              |
| 27-1-2002                                                                    | Pasadena                                                                     | Messico                                                                      | 0 – 0 dts (2 – 4 dtr)                                                        | Corea del Sud                                                                | Gold Cup 2002 - Quarti di finale                                             | -                                                                            | 92’                                                                          |
| 2-2-2002                                                                     | Pasadena                                                                     | Corea del Sud                                                                | 1 – 2                                                                        | Canada                                                                       | Gold Cup 2002 - Finale 3º posto                                              | -                                                                            | 6’                                                                           |
| 13-2-2002                                                                    | Montevideo                                                                   | Uruguay                                                                      | 2 – 1                                                                        | Corea del Sud                                                                | Amichevole                                                                   | -                                                                            |                                                                              |
| 13-3-2002                                                                    | Tunisi                                                                       | Tunisia                                                                      | 0 – 0                                                                        | Corea del Sud                                                                | Amichevole                                                                   | -                                                                            |                                                                              |
| 20-3-2002                                                                    | Cartagena                                                                    | Finlandia                                                                    | 0 – 2                                                                        | Corea del Sud                                                                | Amichevole                                                                   | -                                                                            | 79’                                                                          |
| 26-3-2002                                                                    | Bochum                                                                       | Corea del Sud                                                                | 0 – 0                                                                        | Turchia                                                                      | Amichevole                                                                   | -                                                                            | 74’                                                                          |
| 27-4-2002                                                                    | Incheon                                                                      | Corea del Sud                                                                | 0 – 0                                                                        | Cina                                                                         | Amichevole                                                                   | -                                                                            |                                                                              |
| 21-5-2002                                                                    | Seogwipo                                                                     | Corea del Sud                                                                | 1 – 1                                                                        | Inghilterra                                                                  | Amichevole                                                                   | -                                                                            | 89’                                                                          |
| 26-5-2002                                                                    | Suwon                                                                        | Corea del Sud                                                                | 2 – 3                                                                        | Francia                                                                      | Amichevole                                                                   | -                                                                            | 46’                                                                          |
| 4-6-2002                                                                     | Pusan                                                                        | Corea del Sud                                                                | 2 – 0                                                                        | Polonia                                                                      | Mondiali 2002 - 1º turno                                                     | -                                                                            |                                                                              |
| 10-6-2002                                                                    | Taegu                                                                        | Corea del Sud                                                                | 1 – 1                                                                        | Stati Uniti                                                                  | Mondiali 2002 - 1º turno                                                     | -                                                                            | 61’                                                                          |
| 14-6-2002                                                                    | Incheon                                                                      | Portogallo                                                                   | 0 – 1                                                                        | Corea del Sud                                                                | Mondiali 2002 - 1º turno                                                     | -                                                                            | 74’                                                                          |
| 18-6-2002                                                                    | Daejeon                                                                      | Corea del Sud                                                                | 2 – 1 gg                                                                     | Italia                                                                       | Mondiali 2002 - Ottavi di finale                                             | -                                                                            | 68’                                                                          |
| 22-6-2002                                                                    | Gwangju                                                                      | Spagna                                                                       | 0 – 0 dts (3 – 5 dtr)                                                        | Corea del Sud                                                                | Mondiali 2002 - Quarti di finale                                             | -                                                                            | 32’                                                                          |
| 20-11-2002                                                                   | Seul                                                                         | Corea del Sud                                                                | 2 – 3                                                                        | Brasile                                                                      | Amichevole                                                                   | -                                                                            | 46’                                                                          |
| 29-3-2003                                                                    | Pusan                                                                        | Corea del Sud                                                                | 0 – 0                                                                        | Colombia                                                                     | Amichevole                                                                   | -                                                                            | 79’                                                                          |
| 31-5-2003                                                                    | Tokyo                                                                        | Giappone                                                                     | 0 – 1                                                                        | Corea del Sud                                                                | Amichevole                                                                   | -                                                                            |                                                                              |
| 8-6-2003                                                                     | Seul                                                                         | Corea del Sud                                                                | 0 – 2                                                                        | Uruguay                                                                      | Amichevole                                                                   | -                                                                            |                                                                              |
| 11-6-2003                                                                    | Seul                                                                         | Corea del Sud                                                                | 0 – 1                                                                        | Argentina                                                                    | Amichevole                                                                   | -                                                                            |                                                                              |
| 25-9-2003                                                                    | Incheon                                                                      | Corea del Sud                                                                | 5 – 0                                                                        | Vietnam                                                                      | Qual. Coppa d'Asia 2004                                                      | -                                                                            |                                                                              |
| 27-9-2003                                                                    | Incheon                                                                      | Corea del Sud                                                                | 1 – 0                                                                        | Oman                                                                         | Qual. Coppa d'Asia 2004                                                      | -                                                                            |                                                                              |
| 29-9-2003                                                                    | Incheon                                                                      | Corea del Sud                                                                | 16 – 0                                                                       | Nepal                                                                        | Qual. Coppa d'Asia 2004                                                      | -                                                                            | 76’                                                                          |
| 19-10-2003                                                                   | Mascate                                                                      | Vietnam                                                                      | 1 – 0                                                                        | Corea del Sud                                                                | Qual. Coppa d'Asia 2004                                                      | -                                                                            |                                                                              |
| 21-10-2003                                                                   | Mascate                                                                      | Oman                                                                         | 3 – 1                                                                        | Corea del Sud                                                                | Qual. Coppa d'Asia 2004                                                      | -                                                                            | 15’                                                                          |
| 24-10-2003                                                                   | Mascate                                                                      | Nepal                                                                        | 0 – 7                                                                        | Corea del Sud                                                                | Qual. Coppa d'Asia 2004                                                      | -                                                                            | 74’                                                                          |
| 18-11-2003                                                                   | Seul                                                                         | Corea del Sud                                                                | 0 – 1                                                                        | Bulgaria                                                                     | Amichevole                                                                   | -                                                                            | 58’                                                                          |
| 14-2-2004                                                                    | Ulsan                                                                        | Corea del Sud                                                                | 5 – 0                                                                        | Oman                                                                         | Amichevole                                                                   | -                                                                            |                                                                              |
| 18-2-2004                                                                    | Suwon                                                                        | Corea del Sud                                                                | 2 – 0                                                                        | Libano                                                                       | Qual. Mondiali 2006                                                          | -                                                                            | 19’                                                                          |
| 31-3-2004                                                                    | Malé                                                                         | Maldive                                                                      | 0 – 0                                                                        | Corea del Sud                                                                | Qual. Mondiali 2006                                                          | -                                                                            |                                                                              |
| 28-4-2004                                                                    | Incheon                                                                      | Corea del Sud                                                                | 0 – 0                                                                        | Paraguay                                                                     | Amichevole                                                                   | -                                                                            | 13’                                                                          |
| 2-6-2004                                                                     | Seul                                                                         | Corea del Sud                                                                | 0 – 1                                                                        | Turchia                                                                      | Amichevole                                                                   | -                                                                            | 24’ 46’                                                                      |
| 5-6-2004                                                                     | Taegu                                                                        | Corea del Sud                                                                | 2 – 1                                                                        | Turchia                                                                      | Amichevole                                                                   | -                                                                            |                                                                              |
| 9-6-2004                                                                     | Daejeon                                                                      | Corea del Sud                                                                | 2 – 0                                                                        | Vietnam                                                                      | Qual. Mondiali 2006                                                          | -                                                                            | 46’                                                                          |
| 14-7-2004                                                                    | Seul                                                                         | Corea del Sud                                                                | 1 – 1                                                                        | Trinidad e Tobago                                                            | Amichevole                                                                   | -                                                                            |                                                                              |
| 19-7-2004                                                                    | Jinan                                                                        | Corea del Sud                                                                | 0 – 0                                                                        | Giordania                                                                    | Coppa d'Asia 2004 - 1º turno                                                 | -                                                                            | 14’                                                                          |
| 23-7-2004                                                                    | Jinan                                                                        | Emirati Arabi Uniti                                                          | 0 – 2                                                                        | Corea del Sud                                                                | Coppa d'Asia 2004 - 1º turno                                                 | -                                                                            |                                                                              |
| 27-7-2004                                                                    | Jinan                                                                        | Corea del Sud                                                                | 4 – 0                                                                        | Kuwait                                                                       | Coppa d'Asia 2004 - 1º turno                                                 | -                                                                            | 60’                                                                          |
| 31-7-2004                                                                    | Jinan                                                                        | Corea del Sud                                                                | 3 – 4                                                                        | Iran                                                                         | Coppa d'Asia 2004 - Quarti di finale                                         | 1                                                                            |                                                                              |
| 15-1-2005                                                                    | Los Angeles                                                                  | Colombia                                                                     | 2 – 1                                                                        | Corea del Sud                                                                | Amichevole                                                                   | -                                                                            | 46’                                                                          |
| 19-1-2005                                                                    | Los Angeles                                                                  | Paraguay                                                                     | 1 – 1                                                                        | Corea del Sud                                                                | Amichevole                                                                   | -                                                                            |                                                                              |
| 22-1-2005                                                                    | Carson                                                                       | Svezia                                                                       | 1 – 1                                                                        | Corea del Sud                                                                | Amichevole                                                                   | -                                                                            | 87’                                                                          |
| 4-2-2005                                                                     | Seul                                                                         | Corea del Sud                                                                | 0 – 1                                                                        | Egitto                                                                       | Amichevole                                                                   | -                                                                            | 46’                                                                          |
| 9-2-2005                                                                     | Seul                                                                         | Corea del Sud                                                                | 2 – 0                                                                        | Kuwait                                                                       | Qual. Mondiali 2006                                                          | -                                                                            |                                                                              |
| 25-3-2005                                                                    | Dammam                                                                       | Arabia Saudita                                                               | 2 – 0                                                                        | Corea del Sud                                                                | Qual. Mondiali 2006                                                          | -                                                                            | 85’                                                                          |
| 25-1-2006                                                                    | Riyad                                                                        | Finlandia                                                                    | 0 – 1                                                                        | Corea del Sud                                                                | Coppa LG                                                                     | -                                                                            | 66’ 83’                                                                      |
| 1-2-2006                                                                     | Hong Kong                                                                    | Corea del Sud                                                                | 1 – 3                                                                        | Danimarca                                                                    | Coppa Carlsberg                                                              | -                                                                            |                                                                              |
| 11-2-2006                                                                    | Oakland                                                                      | Corea del Sud                                                                | 2 – 0                                                                        | Costa Rica                                                                   | Amichevole                                                                   | -                                                                            | 63’                                                                          |
| 15-2-2006                                                                    | Los Angeles                                                                  | Messico                                                                      | 0 – 1                                                                        | Corea del Sud                                                                | Amichevole                                                                   | -                                                                            |                                                                              |
| 22-2-2006                                                                    | Aleppo                                                                       | Siria                                                                        | 1 – 2                                                                        | Corea del Sud                                                                | Qual. Coppa d'Asia 2007                                                      | -                                                                            | 16’                                                                          |
| 1-3-2006                                                                     | Seul                                                                         | Corea del Sud                                                                | 1 – 0                                                                        | Angola                                                                       | Amichevole                                                                   | -                                                                            |                                                                              |
| 26-5-2006                                                                    | Seul                                                                         | Corea del Sud                                                                | 2 – 0                                                                        | Bosnia ed Erzegovina                                                         | Amichevole                                                                   | -                                                                            | 67’                                                                          |
| 4-6-2006                                                                     | Edimburgo                                                                    | Ghana                                                                        | 3 – 1                                                                        | Corea del Sud                                                                | Amichevole                                                                   | -                                                                            | 81’                                                                          |
| 13-6-2006                                                                    | Francoforte                                                                  | Corea del Sud                                                                | 2 – 1                                                                        | Togo                                                                         | Mondiali 2006 - 1º turno                                                     | -                                                                            | 68’                                                                          |
| 18-6-2006                                                                    | Lipsia                                                                       | Francia                                                                      | 1 – 1                                                                        | Corea del Sud                                                                | Mondiali 2006 - 1º turno                                                     | -                                                                            |                                                                              |
| 23-6-2006                                                                    | Hannover                                                                     | Svizzera                                                                     | 2 – 0                                                                        | Corea del Sud                                                                | Mondiali 2006 - 1º turno                                                     | -                                                                            |                                                                              |
| 16-8-2006                                                                    | Taipei                                                                       | Taipei cinese                                                                | 0 – 3                                                                        | Corea del Sud                                                                | Qual. Coppa d'Asia 2007                                                      | -                                                                            |                                                                              |
| 2-9-2006                                                                     | Seul                                                                         | Corea del Sud                                                                | 1 – 1                                                                        | Iran                                                                         | Qual. Coppa d'Asia 2007                                                      | -                                                                            |                                                                              |
| 6-9-2006                                                                     | Suwon                                                                        | Corea del Sud                                                                | 8 – 0                                                                        | Taipei cinese                                                                | Qual. Coppa d'Asia 2007                                                      | -                                                                            | 55’                                                                          |
| 11-10-2006                                                                   | Seul                                                                         | Corea del Sud                                                                | 1 – 1                                                                        | Siria                                                                        | Qual. Coppa d'Asia 2007                                                      | -                                                                            |                                                                              |
| 6-2-2007                                                                     | Londra                                                                       | Grecia                                                                       | 0 – 1                                                                        | Corea del Sud                                                                | Amichevole                                                                   | -                                                                            | 61’                                                                          |
| 2-6-2007                                                                     | Seul                                                                         | Corea del Sud                                                                | 0 – 2                                                                        | Paesi Bassi                                                                  | Amichevole                                                                   | -                                                                            | 46’                                                                          |
| 30-1-2008                                                                    | Seul                                                                         | Corea del Sud                                                                | 0 – 1                                                                        | Cile                                                                         | Amichevole                                                                   | -                                                                            | 18’                                                                          |
| 6-2-2008                                                                     | Seul                                                                         | Corea del Sud                                                                | 4 – 0                                                                        | Turkmenistan                                                                 | Qual. Mondiali 2010                                                          | -                                                                            | 77’                                                                          |
| 17-2-2008                                                                    | Chongqing                                                                    | Cina                                                                         | 2 – 3                                                                        | Corea del Sud                                                                | Coppa dell'Asia orientale 2008                                               | -                                                                            |                                                                              |
| 20-2-2008                                                                    | Chongqing                                                                    | Corea del Sud                                                                | 1 – 1                                                                        | Corea del Nord                                                               | Coppa dell'Asia orientale 2008                                               | -                                                                            | 46’                                                                          |
| 23-2-2008                                                                    | Chongqing                                                                    | Giappone                                                                     | 1 – 1                                                                        | Corea del Sud                                                                | Coppa dell'Asia orientale 2008                                               | -                                                                            | 40’ 56’                                                                      |
| 26-3-2008                                                                    | Shanghai                                                                     | Corea del Nord                                                               | 0 – 0                                                                        | Corea del Sud                                                                | Qual. Mondiali 2010                                                          | -                                                                            | 28’                                                                          |
| 31-5-2008                                                                    | Seul                                                                         | Corea del Sud                                                                | 2 – 2                                                                        | Giordania                                                                    | Qual. Mondiali 2010                                                          | -                                                                            |                                                                              |
| 7-6-2008                                                                     | Amman                                                                        | Giordania                                                                    | 2 – 2                                                                        | Corea del Sud                                                                | Qual. Mondiali 2010                                                          | -                                                                            | 68’                                                                          |
| 14-6-2008                                                                    | Aşgabat                                                                      | Turkmenistan                                                                 | 1 – 3                                                                        | Corea del Sud                                                                | Qual. Mondiali 2010                                                          | -                                                                            | 77’                                                                          |
| 22-6-2008                                                                    | Seul                                                                         | Corea del Sud                                                                | 0 – 0                                                                        | Corea del Nord                                                               | Qual. Mondiali 2010                                                          | -                                                                            | 71’                                                                          |
| 5-9-2008                                                                     | Seul                                                                         | Corea del Sud                                                                | 1 – 0                                                                        | Giordania                                                                    | Amichevole                                                                   | -                                                                            | 46’                                                                          |
| 10-9-2008                                                                    | Shanghai                                                                     | Corea del Nord                                                               | 1 – 1                                                                        | Corea del Sud                                                                | Qual. Mondiali 2010                                                          | -                                                                            | 62’                                                                          |
| 5-9-2009                                                                     | Seul                                                                         | Corea del Sud                                                                | 3 – 1                                                                        | Australia                                                                    | Amichevole                                                                   | -                                                                            | 70’                                                                          |
| 14-10-2009                                                                   | Seul                                                                         | Corea del Sud                                                                | 2 – 0                                                                        | Senegal                                                                      | Amichevole                                                                   | -                                                                            | 46’                                                                          |
| 18-11-2009                                                                   | Londra                                                                       | Corea del Sud                                                                | 0 – 1                                                                        | Serbia                                                                       | Amichevole                                                                   | -                                                                            |                                                                              |
| 3-3-2009                                                                     | Londra                                                                       | Costa d'Avorio                                                               | 0 – 2                                                                        | Corea del Sud                                                                | Amichevole                                                                   | -                                                                            | 46’                                                                          |
| 24-5-2010                                                                    | Saitama                                                                      | Giappone                                                                     | 0 – 2                                                                        | Corea del Sud                                                                | Amichevole                                                                   | -                                                                            | 46’                                                                          |
| 30-5-2010                                                                    | Kufstein                                                                     | Bielorussia                                                                  | 1 – 0                                                                        | Corea del Sud                                                                | Amichevole                                                                   | -                                                                            | 46’                                                                          |
| 3-6-2010                                                                     | Innsbruck                                                                    | Spagna                                                                       | 1 – 0                                                                        | Corea del Sud                                                                | Amichevole                                                                   | -                                                                            | 46’                                                                          |
| 12-6-2010                                                                    | Port Elizabeth                                                               | Corea del Sud                                                                | 2 – 0                                                                        | Grecia                                                                       | Mondiali 2010 - 1º turno                                                     | -                                                                            | 74’                                                                          |
| 17-6-2010                                                                    | Johannesburg                                                                 | Argentina                                                                    | 4 – 1                                                                        | Corea del Sud                                                                | Mondiali 2010 - 1º turno                                                     | -                                                                            | 46’                                                                          |
| 22-6-2010                                                                    | Durban                                                                       | Nigeria                                                                      | 2 – 2                                                                        | Corea del Sud                                                                | Mondiali 2010 - 1º turno                                                     | -                                                                            | 64’ 68’                                                                      |
| 4-6-2013                                                                     | Beirut                                                                       | Libano                                                                       | 1 – 1                                                                        | Corea del Sud                                                                | Qual. Mondiali 2014                                                          | -                                                                            |                                                                              |
| Totale                                                                       |                                                                              | Presenze                                                                     | 98                                                                           |                                                                              | Reti                                                                         | 2                                                                            |                                                                              |